# Playstation 5
Playstation 5 (även känd som PS5) är en spelkonsol tillverkad av Sony Interactive Entertainment.
Konsolen annonserades den 11 juni 2020 och lanserades i november 2020 och är av nionde generationen samt den femte i Playstation-serien. Den har stöd för 8K-grafik, VR och 3D-ljud. Sony släppte en ny kontroller som ingår vid köp. Det är en uppdaterad version av handkontrollen Dualshock. Kontrollen erbjuder bland annat tryckkänsliga triggers där man exempelvis kan känna en bågsträng spännas samt en mer avancerad skakfunktion. Det finns även en inbyggd mikrofon i kontrollen.
Den 10 oktober 2023 annonserade Sony den första större förändringen av de två modellerna (med och utan skivläsare) där de större förändringarna är mindre formfaktor (mer än 30 procent mindre volym samt 18–24 procent lägre vikt) samt att den uppdaterade varianten utan skivläsare är uppgraderbar där en sidopanel i ett senare skede kan bytas ut mot en skivläsare mot extra kostnad. De två nya modellerna med mindre formfaktor utlovades lansering i november 2023 i USA för att kommande månaderna lanseras i fler länder samt ersätta de ursprungliga större modellerna på sikt.
Tisdagen den 10 september 2024 annonserade Sony modellen Playstation 5 Pro där den stora nyheten är kraftfullare grafikprestanda. Playstation 5 Pro kommer vid lanseringen den 7 november 2024 endast att säljas i en variant utan inbyggd skivläsare men erbjuda en sådan skivläsare som uppgradering i form av en sidopanel precis som för den Playstation 5 som lanserades sent 2023.
Den 19 september 2024 annonserade Sony sitt 30-årsfirande för Playstation som produkt mot bakgrund av lanseringen av den allra första modellen den 3 december 1994. Detta med de ursprungliga färgerna från 1994 på den nya Playstation 5 Pro samt Playstation 5 Slim samt utvalda tillbehör. Lanseringsdatumet blev den 21 november 2024.

## Specifikationer
Den ursprungliga modellen (2020) 
- CPU: 3,5 GHz, 8-kärnig AMD Zen 2
- GPU: 10,3 teraflops RDNA 2 GPU
- RAM: 16 GB GDDR6 (448 GB/s bandbredd)
- Lagring: Anpassad 825 GB SSD
- Expansion: NVMe M.2 SSD-kortplats
- Skivläsare: 4K Blu-ray-spelare (endast för skivläsar-modellen)
- Wifi: Wi-Fi 6 (11ax)
- Storlek: 390 x 104 x 260 mm (med optisk enhet) – 390 x 92 x 260 mm (Digital Edition)
- Vikt: 4,5 kg[11] (med optisk enhet) – 3,9 kg (Digital Edition)

Den mindre modellen (2023) – "Playstation 5 Slim"
- CPU: 3,5 GHz, 8-kärnig AMD Zen 2
- GPU: 10,3 teraflops RDNA 2 GPU
- RAM: 16 GB GDDR6 (448 GB/s bandbredd)
- Lagring: 1 TB SSD
- Expansion: NVMe M.2 SSD-kortplats
- Skivläsare: 4K Blu-ray-spelare (som tillbehör för "Digital"-modellen)
- Wifi: Wi-Fi 6 (11ax)
- Storlek: 358 × 96 × 216 mm (med optisk enhet) – 358 x 80 x 216 mm (Digital Edition)
- Vikt: 3,2 kg (med optisk enhet) – 2,6 kg (Digital Edition)

Playstation 5 Pro (2024)
- CPU: AMD Zen 2
- GPU: "45% snabbare rendering än PS5", 16,7 teraflops
- RAM: 16 GB GDDR6 + 2 GB DDR5
- Lagring: 2 TB SSD
- Expansion: NVMe M.2 SSD-kortplats
- Skivläsare: 4K Blu-ray-spelare (som tillbehör)
- Wifi: Wi-Fi 7 (11be)
- Storlek: "samma höjd som första PS5 samt samma bredd som PS5 Slim" (388 x 89 x 216 mm)
- Vikt: 3,1 kg (exklusive optisk enhet)

## Tillbehör
- DualSense Controller
- PlayStation HD-kamera
- Pulse 3D Wireless headset
- DualSense laddstation
- PS5 Media Remote
- SteelSeries Arctis 7P Wireless
- Samsung Portable SSD T5
- WD_BLACK SN850 NVMe SSD
- PlayStation Plus[15]
- PlayStation Portal (sedan 2023)